# São Miguel do Fidalgo
São Miguel do Fidalgo é um município brasileiro do estado do Piauí. Localiza-se a uma latitude 07º35'10" sul e a uma longitude 42º22'12" oeste, estando a uma altitude de 200 metros. Sua população estimada em 2004 era de 2 906 habitantes.
Possui uma área de 786,61 km².